# Ivan Reitman
Ivan Reitman (27 d'octubre de 1946, Komárno, Txecoslovàquia, actual Eslovàquia - Montecito, Califòrnia, 12 de febrer de 2022) va ser un director, productor, guionista i cineasta canadenc de cinema i televisió d'origen eslovac, resident als Estats Units. Va ser conegut per les seves pel·lícules Una legió de guillats (1981), Els caçafantasmes (1984), Els bessons peguen dues vegades (1988) i Dave, president per un dia (1993), entre d'altres. En 2001 va ingressar al Passeig de la Fama del Canadà, i en 2009 va ser guardonat amb l'Orde del Canadà.

## Biografia
Fill de supervivents de l'Holocaust, la seva família va emigrar al Canadà en 1950. Va estudiar a l' Oakwood Collegiate Institute de Toronto. El seu primer treball com a productor el va realitzar a l'estació de televisió CITY-TV de Toronto, el que va deixar al cap d'un any, per a fer estudis a la Universitat McMaster de la mateixa ciutat.
Posteriorment va produir dues pel·lícules del director David Cronenberg:  Vénen de dintre de... (1974) i Ràbia (1977). La seva gran oportunitat va arribar amb les pel·lícules Animal House (1978), de la que en va ser productor, i Meatballs (1979) que va dirigir. D'aquí d'ara endavant va produir i va dirigir una sèrie de reeixides comèdies en les dècades de 1980 i 1990, com Una legió de guillats (1981), Els caçafantasmes (1984), Els bessons peguen dues vegades (1988) i Dave, president per un dia (1993), per a anar desplaçant-se cap a la producció de pel·lícules, participant com a productor executiu i productor en pel·lícules com Beethoven (1992), Parts íntimes (1997) i altres.
Va ser el propietari de la productora cinematogràfica The Montecito Picture Company, la qual va fundar en el 2000. Va rebre en 2009 l'Orde del Canadà, en el grau d'Oficial, per les seves contribucions com a director i productor, i per la seva promoció de la indústria del cinema i la televisió del Canadà En el 2011 va estrenar el film No Strings Attached, dirigit per ell.
Va estar casat amb l'actriu canadenca Geneviève Robert des de 1976. Va tenir 1 fill, Jason Reitman (n.1977), també director, i dues filles, Catherine Reitman (n.1981), actriu, i Caroline Reitman (n. 1988), també actriu.

## Filmografia
| Año  | Título                          | Notas                |
| ---- | ------------------------------- | -------------------- |
| 1968 | Orientation                     | (Curtmetratge)       |
| 1971 | Foxy Lady                       |                      |
| 1973 | Cannibal Girls                  |                      |
| 1979 | Meatballs                       |                      |
| 1981 | Una legió de guillats           |                      |
| 1984 | Els caçafantasmes               |                      |
| 1986 | Legal Eagles                    |                      |
| 1988 | Els bessons peguen dues vegades |                      |
| 1989 | Caçafantasmes 2                 |                      |
| 1990 | Poli de guarderia               |                      |
| 1993 | Dave, president per un dia      |                      |
| 1994 | Junior                          |                      |
| 1996 | Space Jam                       | (Productor)          |
| 1998 | Six days, seven nights          |                      |
| 2001 | Evolution                       |                      |
| 2006 | My Super Ex-Girlfriend          |                      |
| 2011 | No Strings Attached             |                      |
| 2014 | Draft Day                       |                      |
| 2016 | Caçafantasmes                   | (Productor executiu) |
| 2017 | Baywatch                        | (Productor)          |
| 2021 | Ghostbusters: Afterlife         | (Productor executiu) |